# Lorenzo Acquaviva
Lorenzo Acquaviva (Trieste, 12 novembre 1968) è un attore e produttore teatrale italiano.

## Carriera
Si laurea a metà degli anni novanta n Scienze politiche all'Università degli Studi di Trieste con una tesi sulla Beat Generation, con l'aiuto di Fernanda Pivano. Parallelamente segue laboratori teatrali con i fratelli Vajavec al Ljubljana Actors Centre di Lubiana e comincia un'attività semiprofessionale di attore teatrale. Alla fine degli anni novanta si trasferisce nel Regno Unito e studia all' ARTTS International, diplomandosi in recitazione. Dopo alcune esperienze teatrali nel Regno Unito, nel 2002 si trasferisce a Roma dove studia, tra gli altri, con Michael Margotta, membro dell'Actors Studio di New York, che lo nomina membro onorario dell'Actors Centre.
Selezionato alla masterclass condotta da Steven Berkoff dallo Stabile di Calabria, interpreta Bottom in Sogno di una notte di mezza estate diretto dal regista inglese. Si perfeziona ulteriormente con Danio Manfredini e Judith Malina del Living Theatre.
Nel 2003 interpreta Simone Gaeta nella soap Un posto al sole; inoltre compare anche in altre serie televisive come La squadra, La porta rossa, Un passo dal cielo, Un caso di coscienza, Rex, Crimini, Nebbie e delitti, Sposami, Fiori sopra l'inferno, Libera lavorando con Liliana Cavani, Riccardo Donna, Umberto Marino, Luigi Perelli, Antonio Frazzi, Massimo Spano, Jan Michelini, Carmine Elia, Andrea Porporati, Donatella Maiorca, Carlo Carlei, Gianluca Mazzella, Tiziana Aristarco.
Nel 2005 è autore assieme a Chiara Barbo del documentario Caffè Trieste, girato a San Francisco per la regia di Andrea Magnani.
Nel 2007 è chiamato da Marco Tullio Giordana per interpretare il ruolo di Junio Valerio Borghese nel film Sanguepazzo accanto a Luca Zingaretti e Monica Bellucci. Prende poi parte a produzioni cinematografiche lavorando con Gabriele Salvatores, Silvano Agosti, Andrea Magnani, Nora Hoppe, Fulvio Bernasconi, Davide Del Degan, Mauro Mancini, Toni Trupia.
Tra il 2021 e il 2024 prende parte ad alcune produzioni internazionali: Il canto del pavone regia di Sanjeeva Puspakumara, Ripley regia di Steven Zaillian, Last to brake regia di Simon Kaijser, Assassinio a Venezia regia di Kenneth Brannagh, The Golden Boys regia di Ivica Zubak, The old gard 2 regia di Victoria Mahoney. 
Nel 2024 la docufiction Enigma Rol di Anselma Dell'Olio, di cui è protagonista, ha vinto il Nastro d'Argento. 
Partecipa a produzioni teatrali con teatri pubblici e privati (Teatro dell'Opera di Roma, Metateatro, Teatro Stabile del Friuli-Venezia Giulia, Assemblea Teatro di Torino, Dramma Italiano, Teatro Bellini di Napoli tra gli altri) in opere di autori classici e contemporanei quali Shakespeare, Kafka, Pirandello, Goldoni, Molière, Christie, Buzzati, lavorando, tra gli altri, con Antonio Calenda, Roberta Torre, Pippo Di Marca, Maddalena Fallucchi, Nino Mangano.
Con la compagnia Vitamina T produce ed interpreta a Trieste lo spettacolo itinerante Un caffè con il barone, incentrato sulla figura dell'imprenditore Pasquale Revoltella, riproposto per quindici anni dal museo omonimo. Parallelamente si dedica al teatro sociale lavorando nelle carceri e nel comprensorio dell'ospedale psichiatrico di Trieste, con laboratori e seminari di cinema e teatro.
Nel 2017 idea, e ne diviene direttore artistico, il Festival Approdi a Trieste, festival multidisciplinare di teatro, musica, danza e arti visive, nell'ambito del quale ha prodotto, diretto e interpretato lo spettacolo La zona, ispirato al film Stalker di Andrej Tarkovskij.
Dalla fine degli anni novanta fino al 2022 fa parte del consiglio di amministrazione de La Cappella Underground, centro di ricerca e sperimentazione cinematografica, che organizza ScienceplusFiction, festival internazionale della fantascienza di Trieste.
Si occupa di pedagogia teatrale e cinematografica collaborando anche con Crossborder Film School e il DAMS di Gorizia, La Casa del cinema di Trieste e alcune scuole di cinema romane (Libera Università del Cinema, Vision Academy).
A partire dal 2018, stringe una collaborazione con il regista e musicista Gigi Funcis, e produce ed interpreta quattro spettacoli incentrati su fantascienza e intelligenza artificiale (Spiral, Yshi, Libra, PSY).
Idea il festival Strange Days. Qual' è il confine, per GO 2025, Gorizia capitale europea della cultura.

## Filmografia

### Cinema[5]
- La seconda ombra, regia di Silvano Agosti (1999)
- Rache da “Le catene di Emmerich” di Valerio Evangelisti, regia di Mariano Equizzi (2003)
- Tartarughe sul dorso, regia Stefano Pasetto (2004)
- La fine del mare, regia di Nora Hoppe (2005)
- Il punto rosso, regia di Marco Carlucci (2006)
- Fuori dalle corde, regia di Fulvio Bernasconi (2006)
- Sanguepazzo, regia di Marco Tullio Giordana (2007)
- Isidoro, regia di Davide Del Degan, corto (2008)
- Non tutto ciò che vien dopo è progresso, regia di Michele Bevilacqua, corto (2009)
- Il barone Revoltella, regia di Davide Del Degan mediometraggio (2014)[6]
- La restituzione, regia di Viron Roboci e Nicola Zambelli, corto (2014)
- Babylon Sisters, regia di Gigi Roccati (2015)
- Il ragazzo invisibile - Seconda generazione, regia di Gabriele Salvatores (2016)[7]
- Io e me stesso, regia di Diego Cenetiempo, corto (2016)
- Easy - Un viaggio facile facile, regia di Andrea Magnani (2016)
- Paradise, regia di Davide Del Degan (2018)[8]
- Non odiare, regia di Mauro Mancini (2020)
- Peackok Lament, regia di Sanjeeva Pushpakumara (2021)
- Yara, regia di Marco Tullio Giordana (2021)
- Fantasmi in viaggio, regia di Thanos Anastopoulos (2022)
- Assassinio a Venezia (A Haunting in Venice), regia di Kenneth Branagh (2023)
- Enigma Rol, regia di Anselma Dell'Olio – docufilm (2023)
- La primavera, regia di Toni Trupia. (2024)
- Marcho. L'ultima bandiera, regia di Marco Fabbro (2024)
- No mas regia di Epicuro Perrucci e Giovanni Marco Russo. Vincitore premio corto86 Mattador. (2025)
- The Old Guard 2, regia di Victoria Mahoney (2025)

### Televisione[4]
- Senza confini, regia di Fabrizio Costa – miniserie TV (2001)
- La squadra, regia di Marcantonio Graffeo e Donatella Maiorca – serie TV, 3 e 6 serie (2001, 2005)
- Un posto al sole  regia di Micciche', Wetzel, De Falco, Graffeo– soap opera (2004)
- Donna Roma, regia di Jacob Schauffelen – serie TV (2006)
- Il commissario De Luca, regia di Antonio Frazzi – serie TV (2007)
- Nebbie e delitti, regia di Riccardo Donna – serie TV, 2 serie (2007)
- Una madre, regia di Massimo Spano – serie TV (2008)
- Rex, regia di Marco Serafini – serie TV, 2 serie (2008)
- Crimini, regia di Davide Marengo – serie TV, 2 serie (2008)
- Troppo amore, regia di Liliana Cavani – miniserie TV (2010)
- Sposami, regia di Umberto Marino – miniserie TV (2011)
- Un caso di coscienza, regia di Luigi Perelli – serie TV, 5 serie (2012)
- Un passo dal cielo, regia di Jan Michelini – serie TV, 3 serie (2014)[6]
- Il confine, regia di Carlo Carlei – miniserie TV (2015)
- La porta rossa, regia di Carmine Elia – serie TV (2016)[9]
- I nostri figli, regia di Andrea Porporati – film TV (2018)
- Al posto suo, regia di Riccardo Donna – serie TV (2020)
- Se mi lasci ti sposo, regia di Matteo Oleotto – serie TV (2021)
- I casi di Teresa Battaglia, regia di Carlo Carlei e Kiko Rosati – serie TV, 4 episodi (2023-2024)
- Last to break regia di Simon Kaijsar – serie TV, 6 episodi (2023)
- Ripley regia di Steven Zaillian - miniserie TV, 6 episodi (2024)
- La Rosa dell'Istria, regia di Tiziana Aristarco – film TV (2024)
- Libera, regia di Gianluca Mazzella - serie TV, 5 episodi (2024)
- The Golden boys, regia di Ivica Zubak- serie TV 4 episodi (2025)

## Teatrografia
- Filumena Marturano regia di Mario Ursic (1998)
- Padron Maroje di Marin Drzic, regia di Nino Mangano (1999)
- La maga di Abraham Goldfaden, regia di Giulio Ciabatti (1999)
- Jack e la pianta di fagioli, regia di John Sichel (2000)
- Come vi piace di William Shakespeare, regia di Duncan Lewis (2000)
- The hostage (L'ostaggio) di Brendan Behan, regia Bruce Byron (2000)
- Zona 17 da Stalker di A. Tarkovskij, regia di Giovanni Boni (2001)
- Variazioni su una generazione da Kerouac, Ferlinghetti, Corso, Ginsberg, regia di Lorenzo Acquaviva (2001)
- Anno Demoni, regia di Barbara Kapelj (2002)
- Tanatos da La tana di Franz Kafka, regia di Giovanni Boni (2003)
- Gli ubriachi di Antonio Alamo, regia di Lorenzo Profita (2004)
- Viaggio verso il sole, regia di David Haughton (2004)
- Credo. The innocence of God di Andrea Molino, regia di Hakim Thorwald (2004)
- Sogno di una notte di mezza estate di William Shakespeare, regia di Steven Berkoff (2004)[1]
- Albert sul divano. Intervista ad Albert Einstein, drammaturgia e regia di Lorenzo Acquaviva (2005)
- Romeo e Giulietta di William Shakespeare, regia di Pippo Di Marca (2005)
- Assassinio sull'Orient Express di Agatha Christie, regia di Maddalena Fallucchi (2006)
- Poesie romane di Pier Paolo Pasolini con Lawrence Ferlinghetti e Jack Hirshman (2007)
- La spallata da Memorie dal sottosuolo di Fëdor Dostoevskij, regia di A.Trapani e F.Macrì (2008)
- I due gemelli veneziani di Carlo Goldoni, regia di Antonio Calenda (2009)
- La ciociara di Annibale Ruccello da Alberto Moravia, regia di Roberta Torre (2010/2011)
- Chiamatemi Italo. Italo Svevo, drammaturgia e regia di Lino Marrazzo (2012)[10]
- Dottor Jekyll e Mister AIDS, regia di Lorenzo Acquaviva (2014)
- Il barone e l'arciduca[6] e Un caffè con il barone[11], regia di Davide Del Degan (dal 2012)
- Verso il deserto... I tartari! tratto da Dino Buzzati, regia di Giovanni Boni (2016)[12]
- Il calapranzi di Harold Pinter, regia di Elke Burul (2016)[13]
- La coscienza di Svevo, drammaturgia e regia di Lino Marrazzo (2017)[14]
- La Zona, ispirato a Stalker di Andrej Tarkovskij, regia di Lorenzo Acquaviva e Giovanni Boni (2018)[15]
- Spiral – Brandelli di futuro, regia di Gigi Funcis e Lorenzo Acquaviva (2019)
- Einstein on the couch, regia di Lorenzo Acquaviva (2019)
- YISHI, regia di Gigi Funcis (2020)
- C' era una volta a Princeton, regia di Lorenzo Acquaviva
- LIBRA – Una storia futura, regia di Gigi Funcis (2021)[16]
- PSY, regia di Gigi Funcis (2022)[17]
- Lionello Stock, lo spirito di un'epoca, regia di Giovanni Boni (2023)
- Arrivederci Chet, omaggio a Chet Baker, regia e drammaturgia di Lorenzo Acquaviva (2024)
- La metamorfosi Remixed, da Kafka, regia di Lorenzo Acquaviva (2024)
- Ritorno al futuro, regia di Lorenzo Acquaviva (2025)
- Frattaglie itagliane. Le animelle di Stefano Benni, regia di Sonia Barbadoro e Lorenzo Acquaviva (2025)